# Västersjön (By socken, Dalarna)
Västersjön är en sjö i Avesta kommun och Hedemora kommun i Dalarna och ingår i Dalälvens huvudavrinningsområde. Sjön har en area på 0,171 kvadratkilometer och ligger 142,1 meter över havet.

## Delavrinningsområde
Västersjön ingår i det delavrinningsområde (669534-153001) som SMHI kallar för Mynnar i Simonsbosjön. Medelhöjden är 156 meter över havet och ytan är 11,29 kvadratkilometer. Det finns inga avrinningsområden uppströms utan avrinningsområdet är högsta punkten. Vattendraget som avvattnar avrinningsområdet har biflödesordning 3, vilket innebär att vattnet flödar genom totalt 3 vattendrag innan det når havet efter 174 kilometer. Avrinningsområdet består mestadels av skog (81 procent). Avrinningsområdet har 0,67 kvadratkilometer vattenytor vilket ger det en sjöprocent på 5,9 procent.